# منو عصبانی نکن
منو عصبانی نکن (به هندی: Rowdy Rathore)یا رودی راتور فیلمی محصول سال ۲۰۱۲ و به کارگردانی پرابو دوا است. در این فیلم بازیگرانی همچون آکشی کومار، سوناکشی سینها، گوردیپ کوهلی، یاشپال شارما، مشتاق خان، کارینا کاپور، ویجای، مریم زکریا، مومیث خان ایفای نقش کرده‌اند.

## داستان
یک دزد به نام شیوا(آکشی کومار) عاشق دختری به نام پارو(سوناکشی سینها) می‌شود. وقتی پارو شغلش را از او می‌پرسد شیوا حقیقت را می‌گوید اما قول می‌دهد تا به دزدی ادامه ندهد. روزی در ایستگاه قطار شیوا و همدستش یک صندقچه پیدا می‌کنند که به گفته صاحبش محتوی طلا است و آن را به سرقت می‌برند. اما وقتی در جعبه را باز می‌کنند متوجه می‌شوند درون جعبه یک کودک است که شیوا را بابا صدا می‌کند در همان لحظه یک پلیس سر می‌رسد و از آن‌ها تعهد می‌گیرد تا از بچه نگهداری کنند. پارو که بچه را می‌بیند فکر می‌کند شیوا زن داشته‌است و به او دروغ گفته‌است برای همین شیوا را ترک می‌کند.
پس از مدتی شیوا می‌فهمد این بچه در حقیقت فرزند یک پلیس است که ویکرام راتور(اکشی کومار) نام دارد می‌باشد ویکرام در اجرای عدالت بسیار سختگیر است او در درگیری با خلافکاران مجروح شده برای همین افرادش، به خاطر شباهت شیوا و ویکرام فرزند او را برای نگهداری پیش شیوا آورده‌اند. پس از مدتی ویکرام راتور در بیمارستان می‌میرد و شیوا برای گرفتن انتقام به همان ده می‌رود آن جا پارو شیوا را می‌بیند و متوجه حقیقت می‌شود و به دوستی با شیوا ادامه می‌دهد. درپایان شیوا موفق می‌شود تمام خلافکاران را شکست دهد و امنیت را به ده برگرداند.